# Legitimita
Legitimita (z lat. legitimus, oprávněný, od legem timere, být v souladu se zákonem) je filosofický, politologický a zvláště pak právní pojem, který označuje právoplatnost, oprávněnost, a to buď oprávněnost vládnoucí moci, panovníka, nebo oprávněnost očekávání naplnění určitých požadavků.

## Legitimita ve filosofii a politologii
Legitimita v politologii vyjadřuje oprávnění nebo uznání a respekt autority, politického režimu nebo vlády. K legitimitě vlády patří nejen to, že vznikla podle práva (legálně), nýbrž také že jako řádná vláda funguje a že ji občané jako takovou uznávají.
Immanuel Kant rozlišuje legitimitu (například logického soudu, nároku, vlády či panovníka) a pouze formální legalitu. Legitimita podle Kanta znamená všestrannou oprávněnost a ospravedlnitelnost, kdežto legalita pouze odpovídající předpisu nebo zákonu.

## Legitimita v právu
Legitimita v právu vyjadřuje ospravedlnění právního řádu nebo nějakého právem hodnoceného jednání. Přístupy k této otázce se liší podle konkrétní právněteoretické školy. Zejména zastánci přirozeného práva akcentují otázku oprávněnosti určitého chování, které může být třeba z hlediska právě platného pozitivního práva nezákonné, tradiční právní pozitivisté naopak prakticky ztotožňují legitimitu s legalitou. Pojetí otázky legitimity je v moderní době úzce spjato s právním státem a demokraticky vytvářeným právním řádem. Např. ústavní soudce Antonín Procházka odmítá legitimitu práva, které není schvalováno většinou občanů, ale je tvořeno jen na základě mocenského monopolu.
Zvláště se pak otázka legitimity objevuje, resp. objevovala v rodinném a dědickém právu. Legitimní potomek dříve označoval manželské dítě, zatímco nemanželské dítě až do roku 1918 platilo za nelegitimní, resp. levobočka. To mělo mj. důsledek v odlišném vyřešení otázky nároku na dědictví, které původně náleželo jen dětem pocházejícím z manželství a nelegitimní potomci tak mohli dědit pouze na základě závěti. Podle současného českého občanského zákoníku není původ z manželského svazku pro dědění podmínkou (§ 1635 OZ).

## Princip legitimního očekávání v právu
Princip naplnění legitimního (oprávněného) očekávání (jinak také princip předvídatelnosti práva) je vyjádřením obecnějšího požadavku právní jistoty, která je neoddělitelným znakem právního státu. Bez existence tohoto principu si lze jen stěží představit demokratický právní stát. Tento princip obecně znamená, že je právo stálé a předvídatelné, a tudíž se na něj občan může spolehnout. Zásada předvídatelnosti práva je zakotvena např. v § 2 odst. 4 správního řádu, kde je uvedeno, že „[s]právní orgán dbá, aby přijaté řešení bylo v souladu s veřejným zájmem a aby odpovídalo okolnostem daného případu, jakož i na to, aby při rozhodování skutkově shodných nebo podobných případů nevznikaly nedůvodné rozdíly“. Z tohoto ustanovení vyplývá, že jde o projev ústavního principu rovnosti, jenž vychází z čl. 1 Listiny základních práv a svobod, v němž je uvedeno: „Lidé jsou svobodní a rovní v důstojnosti i v právech. Základní práva a svobody jsou nezadatelné, nezcizitelné, nepromlčitelné a nezrušitelné“. Obdobně normuje v § 13 i občanský zákoník: „Každý, kdo se domáhá právní ochrany, může důvodně očekávat, že jeho právní případ bude rozhodnut obdobně jako jiný právní případ, který již byl rozhodnut a který se s jeho právním případem shoduje v podstatných znacích; byl-li právní případ rozhodnut jinak, má každý, kdo se domáhá právní ochrany, právo na přesvědčivé vysvětlení důvodu této odchylky.“
Tento princip je nezbytným předpokladem obecné důvěry občanů v právo a právní stát, z čehož vyplývá, že se každý může spolehnout na to, že mu stávající státní moc nebude bránit v uplatnění jeho subjektivních nároků, a naopak mu dopomůže k jejich realizaci. Každá fyzická nebo právnická osoba, která na základě předchozí zkušenosti oprávněně dospěje k závěru, že jí svědčí určité subjektivní právo nebo že bude platit určité právo objektivní, má právo na to, aby její očekávání bylo naplněno, tzn. že není přípustné „měnit pravidla během hry“. S tím souvisí i další ze základních principů právního státu, a to je nepřípustnost retroaktivity a retroaktivního výkladu právních norem. Ústavní soud např. už ve svém nálezu sp. zn. IV. ÚS 215/94 výslovně uvedl: „Ke znakům právního státu nepochybně patří princip právní jistoty a ochrany důvěry občanů v právo. Součástí právní jistoty pak je také zákaz retroaktivity právních norem, resp. jejich retroaktivního výkladu (...) Jestliže tedy někdo jedná v důvěře v nějaký zákon, nemá být v této své důvěře zklamán.“
Tento princip brání např. měnit daňové zákony v neprospěch poplatníků během účetního období, měnit podmínky výběrového řízení po zaplacení vstupního poplatku nebo výběrová řízení neodůvodněně rušit apod. Jako porušení principu legitimního očekávání bylo například některými odmítnutými kandidáty označeno rozhodnutí prezidenta republiky nejmenovat soudci ty justiční čekatele, kteří nedosáhli 30 let věku, a tím na ně fakticky vztáhnout změnu zákona o soudech a soudcích, k níž došlo až během jejich čekatelského období, ačkoli zákon výslovně stanoví, že se na ně toto omezení nevztahuje.